# Groß Jodupönen
Groß Jodupönen, von 1938 bis 1945 Schwarzfelde, litauisch Didieji Juodupėnai, war eine Landgemeinde im Kreis Pillkallen (ab 1938 Schloßberg i. Opr.) in Ostpreußen. Der Ort kam nach dem Zweiten Weltkrieg 1945 an die Sowjetunion und fiel wüst. Das Gebiet des ehemaligen Ortes liegt heute im Rajon Krasnosnamensk in der Oblast Kaliningrad in Russland.

## Geographie

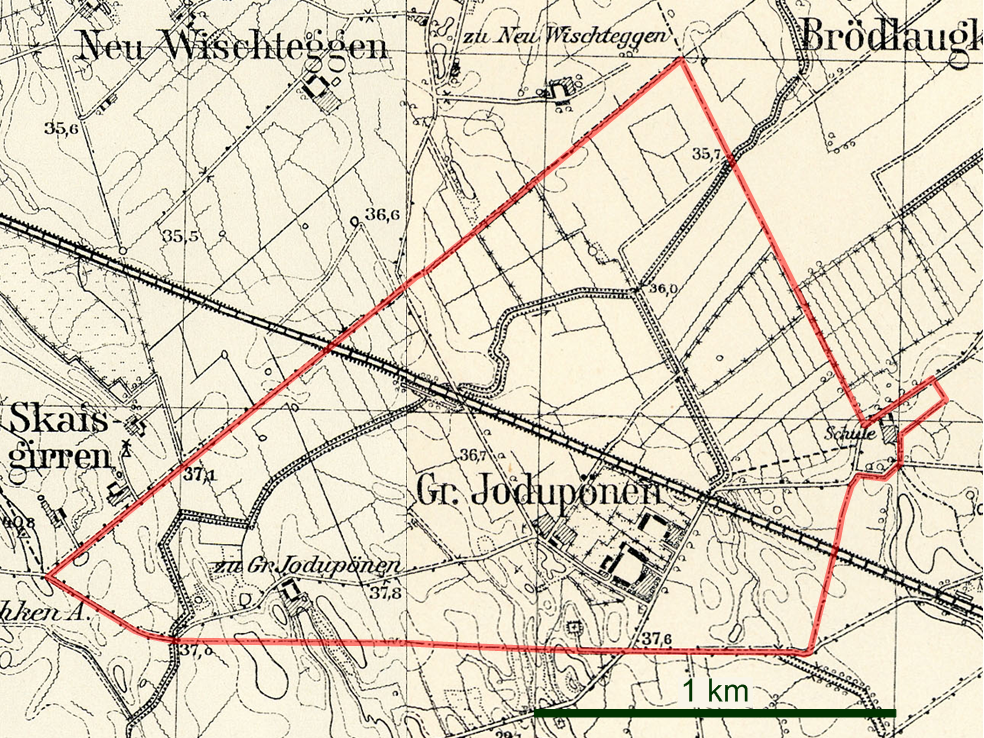
Die Gemeinde Groß Jodupönen auf zwei Messtischblättern von 1935 und 1937

Groß Jodupönen lag an der Bahnstrecke Tilsit–Stallupönen, etwa auf halber Strecke zwischen dem Bahnhof Rautenberg und dem Haltepunkt Drozwalde, verfügte aber nicht über einen eigenen Haltepunkt. Das umgebende Gelände hatte eine Höhe von 36 bis 40 Metern über Normalhöhennull. Es gab direkte Wegverbindungen nach Drozwalde (Droschwalde), Brödlaugken (Bröden), Klein Jodupönen (Kleinsorge) und Paulshof. Zwischen Groß Jodupönen und Paulshof lag auf halbem Wege eine Schule. Südöstlich des Ortes lag der Drozwalder Wald.

## Geschichte
Groß Jodupönen wurde 1785 als „Cölmisch Dorf“ erwähnt und bestand aus zwölf Feuerstellen, 1818 wird es als „erbfrei“ benannt und hatte noch sieben Feuerstellen. Die Gemeinde gehörte seit Inkrafttreten der Preußischen Kreisordnung 1874 als eine von 17 Gemeinden zum Amtsbezirk Baltruschelen (Nr. 3). Am 16. Juli 1938 wurde der Name des Ortes im Zuge der nationalsozialistischen Umbenennungsaktion in Schwarzfelde geändert. Mit dem Rückzug der deutschen Wehrmacht zum Ende des Krieges wurde das Gebiet um Groß Jodupönen von der Sowjetunion besetzt und Teil der Oblast Kaliningrad als Exklave der Russischen SFSR. Einen russischen Namen erhielt der Ort nicht mehr. Auf einem sowjetischen Messtischblatt (1:50.000) von 1984 war keine Siedlung mehr verzeichnet.
Die Bevölkerung war 1907 nach dem evangelischen Kirchspiel Rautenberg (Ostpr.) gepfarrt, katholische Einwohner gab es zu dieser Zeit nicht.

## Einwohnerentwicklung
| 1818 | 1905 | 1910 | 1939 |
| ---- | ---- | ---- | ---- |
| 21   | 61   | 65   | 44   |